# Casa amb quimeres
Casa amb quimeres o casa Horodecki (ucraïnès: Будинок з химерами, Budynok z khymeramy) és un edifici modernista situat a l'històric barri de Lypky de Kíev, la capital d'Ucraïna. Situat a l'altra banda del carrer de l'oficina del president d'Ucraïna al número 10 del carrer Bankova, l'edifici ha estat utilitzat com a residència presidencial per a cerimònies oficials i diplomàtiques des de 2005. El carrer davant de l'edifici està tancat al trànsit d'automòbils, i ara és una zona de vianants vigilada per la seva proximitat a l'edifici de l'Administració Presidencial.
L'arquitecte polonès Władysław Horodecki va construir originalment la Casa amb quimeres per utilitzar-la com el seu propi edifici d'apartaments de luxe durant el període de 1901 a 1902. Tanmateix, a mesura que van passar els anys, Horodecki va haver de vendre l'edifici a causa de problemes financers, després dels quals va canviar de propietat nombroses vegades abans de ser finalment ocupat per un policlínic oficial del Partit Comunista fins a principis dels anys 2000. Quan l'edifici va ser desallotjat, la seva decoració interior i exterior va ser totalment reconstruïda i restaurada segons els plans originals d'Horodecki.
L'edifici deriva el seu nom popular de les decoracions ornamentades que representen animals exòtics i escenes de caça, que van ser esculpides per l'arquitecte italià Emilio Sala, ja que Horodecki era un àvid caçador. El nom no fa referència a la quimera de la mitologia, sinó a un estil arquitectònic conegut com a decoració de quimera en què s'apliquen figures d'animals com a elements decoratius d'un edifici. L'estil arquitectònic únic d'Horodecki li va valdre l'elogi de ser anomenat l'Antoni Gaudí de Kíev.

## Construcció i història antiga
Una casa amb quimeres va ser dissenyada per l'arquitecte polonès Władysław Horodecki entre 1901 i 1902. Horodecki va néixer el 1863 en una pròspera família polonesa szlachta a la regió de Podíl·lia. Després d'acabar l'Acadèmia Imperial de les Arts de Sant Petersburg el 1890, es va traslladar a Kíev, on va viure gairebé 30 anys. En el moment de la construcció de l'edifici, Horodecki ja s'havia consolidat com un destacat arquitecte de Kíev, després d'haver dissenyat i construït juntament amb el seu amic i soci enginyer Anton Strauss molts edificis de la ciutat, des de la catedral catòlica romana de Sant Nicolau fins a la Karaim Kenesa i el que avui és el Museu Nacional d'Art d'Ucraïna. A més de l'arquitectura, Horodecki també estava interessat en la caça major, la qual cosa explica per què al seu edifici hi ha molts animals.
Horodecki va finançar la construcció de la casa amb diners prestats, amb la intenció que fos un edifici d'apartaments. Cada planta formava un únic apartament, connectat per un ascensor i escales.  El mateix Horodecki ocupava el quart pis de l'edifici, mesurant uns 380 m². 
Horodecki va comprar el primer lot de terra l'1 de febrer de 1901, i les obres de construcció van començar el 18 de març d'aquell any. La construcció dels murs exteriors es va acabar el 21 d'agost, i la coberta instal·lada i tots els treballs de maçoneria es van completar el 13 de setembre. A causa de les dificultats econòmiques de l'Imperi rus, la finalització de l'edifici es va retardar. El maig de 1903 només es va ocupar un apartament al nivell més baix i el propi apartament d'Horodecki. El cost total del terreny i la construcció va ascendir a 133.000 rubles.  Per a  construir l'edifici s'usaren 1.550 m2 de terra per a la construcció de l'edifici i va costar un total de 15.640 rubles. El benefici anual previst dels lloguers era de 7.200 rubles. Es va localitzar una establia a les instal·lacions a causa de la insistència d'Horodecki en la llet fresca de la casa, encara que es va col·locar específicament de manera que l'olor de les vaques no molestés als llogaters. En un solar adjacent a l'edifici, un jardí alpí en miniatura (aprox. 320 m2) i es va construir una font.
A causa de la mala gestió financera que incloïa la seva afició a la caça safari, el juliol de 1912, Horodecki va comprometre l'edifici com a garantia contra un préstec pres de l'Associació de Crèdit Mutual de Kíev. Quan Horodecki no va pagar el préstec, l'edifici va ser subhastat el 1913 i va passar a ser propietat de l'enginyer Daniel Balakhovsky, fill d'un comerciant de Kíev, que també era el president de la Junta de Directors de la fàbrica de sucre Blahodatinskoe, i un agent consular francès a Kíev. L'any 1916, la casa pertanyia a la fàbrica de sucre Blahodatinskoe. El 1918 la propietat de l'edifici va tornar a canviar, a Samuel Nemets. L'any 1921, després que els bolxevics aconseguissin el control de Kíev, diversos departaments del districte militar de Kíev van quedar-se amb vàries oficines de la Casa amb Quimeres.

## Propietat 1921–2002
Després del període de disturbis posterior a la revolució russa de 1917, l'edifici va ser nacionalitzat i posteriorment convertit per a la vida comunal. Cada apartament estava ocupat per unes nou o deu famílies. Durant la Segona Guerra Mundial (1941-1943), l'edifici va ser abandonat. A causa de l'exposició als elements durs durant la guerra, l'edifici va patir importants danys a la seva estructura. Després de la guerra l'edifici va ser utilitzat breument com a residència d'actors evacuats del Teatre Ivan Frankó; tanmateix, el Comitè Central del Partit Comunista de la República Socialista Soviètica d'Ucraïna es va fer propietari de l'edifici i més tard el va transformar en la Policlínica (clínica) número 1 per a la seva elit. la policlínica va utilitzar l'edifici fins a finals del segle xx. Durant aquest temps l'edifici gairebé es va dividir per la meitat. Una part va caure 22 cm (9 in), i es va formar una esquerda vertical important, amb una amplada d'uns 40 cm. Alguns dels detalls arquitectònics de l'edifici s'havien trencat o s'havien esquerdat.
Les obres de restauració de l'edifici estaven previstes per al 2002, però els operaris dla policlínica es van mostrar reticents a marxar, havent ocupat l'edifici durant més de 40 anys. Per forçar la sortida dels ocupants de l'edifici, els treballadors van tapiar totes les finestres i van amenaçar amb fer el mateix amb les portes si la policlínica no desallotjava el local. Només la implicació del president en l'assumpte va obligar a la policlínica a marxar completament.

## Reconstrucció i ús oficial

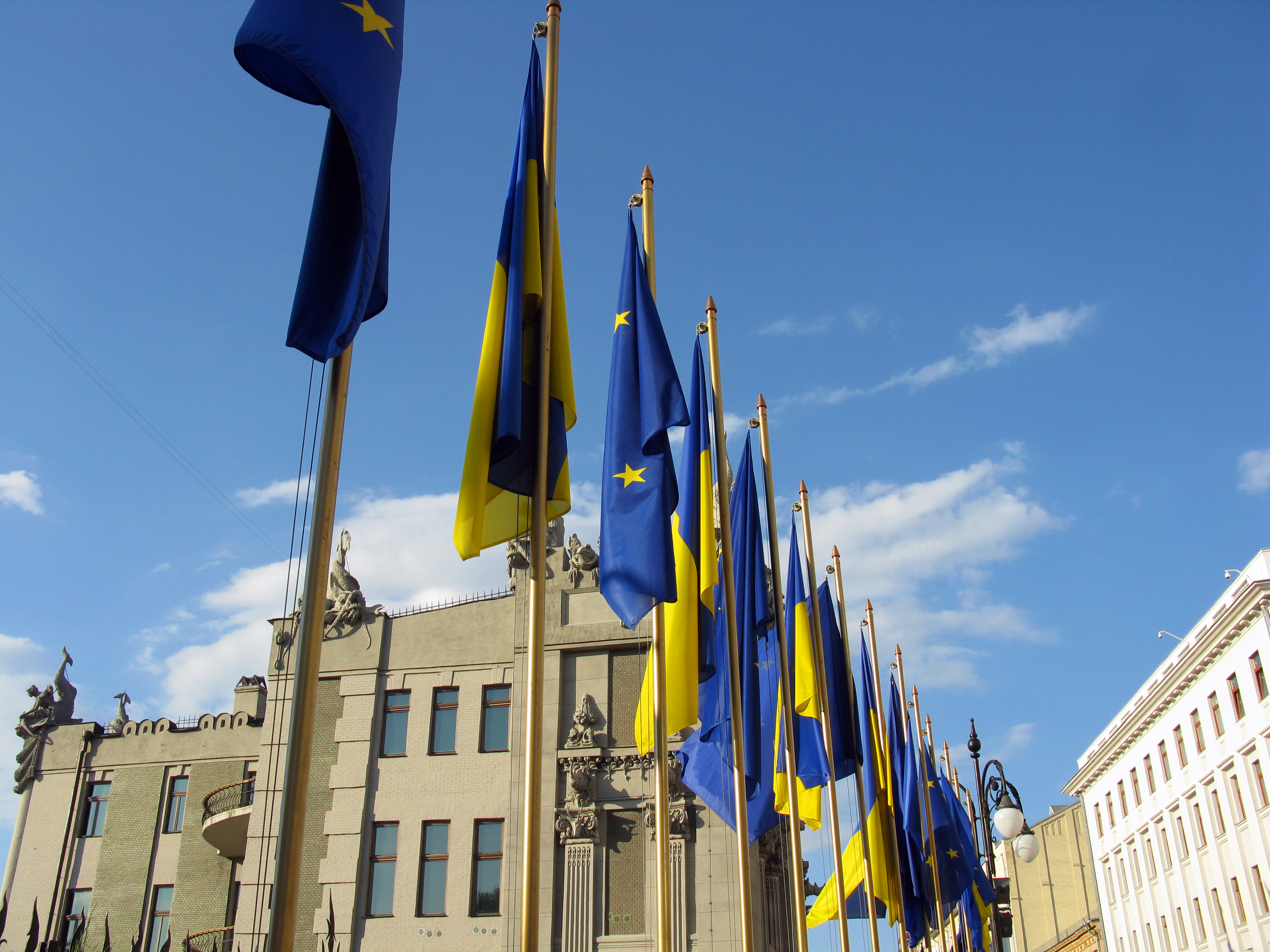
Banderes d'Ucraïna i de la Unió Europea davant de l'edifici durant un acte oficial

Durant el temps de la restauració, realitzada per UkrNIIProektRestavratsiya i dirigida per Natalia Kosenko, els obrers van desenterrar tota la planta baixa, que s'havia omplert durant l'època soviètica per reforçar els fonaments de l'edifici. La restauració de l'elaborada decoració de l'interior s'havia de refer completament. Al pati, els restauradors van col·locar un llac artificial, fonts i un jardí en miniatura, tots els quals havien estat en els plans originals d'Horodecki.
L'edifici va ser inaugurat com a "Obres mestres de l'art ucraïnès" filial del Museu Nacional d'Arts el novembre de 2004. S'esperava que l'edifici tingués una doble finalitat com a museu i com a lloc de reunió presidencial per als visitants estatals. L'abril de 2005, l'Ajuntament de Kíev va presentar una factura per 104 milions de hryvnias (aprox. 20 milions de dòlars estatunidencs) al govern d'Ucraïna per a la reconstrucció i restauració de la Casa de les Quimeres. El Consell també va permetre al govern ucraïnès construir una nova plaça (tancant tot el trànsit d'automòbils) davant de l'edifici per utilitzar-la en cerimònies oficials.
Des del maig de 2005, l'edifici és una residència presidencial oficial, utilitzada per a cerimònies oficials i diplomàtiques. La Casa de les Quimeres es va utilitzar com a lloc de trobada entre el president ucraïnès Víktor Iúsxenko i el president rus Vladímir Putin, quan aquest últim va visitar Kíev el 22 de desembre de 2006. A l'edifici s'hi inclouen sales per a negociacions, xerrades en tête-à-tête, signatura de documents oficials, així com una sala especial per a la premsa.

## Arquitectura

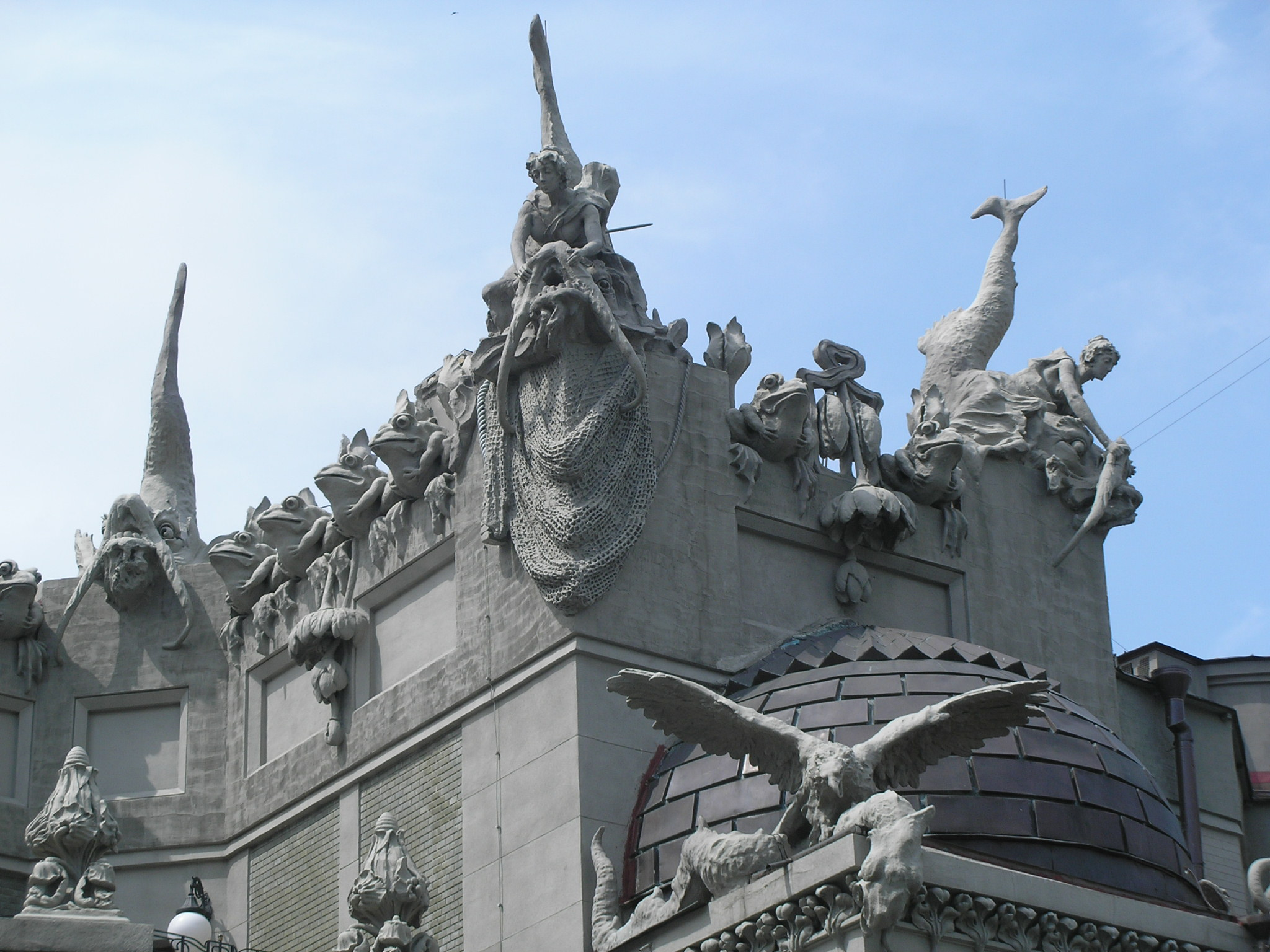
Vista detallada de les estàtues arquitectòniques de sirenes, amfibis i altres criatures dissenyades per Emilio Sala

L'edifici va ser dissenyat a l'estil modernista, que en aquella època era un estil relativament nou i presentava dissenys curvilinis fluids que sovint incorporaven motius florals i altres d'inspiració vegetal. Horodecki presentava aquests motius a la decoració exterior de l'edifici en forma de criatures mítiques i animals de caça major. El seu treball a la Casa amb quimeres li ha valgut el sobrenom del Gaudí de Kíev.
A causa del fort pendent on es troba l'edifici, s'ha hagut de dissenyar especialment amb formigó per encaixar correctament als seus fonaments. Pel davant, l'edifici sembla tenir només tres plantes. Tanmateix, des de la part posterior es veuen tots els seus sis pisos. Una part de la fonamentació de l'edifici estava feta de piles de formigó, i l'altra com a fonamentació contínua. Normalment, aquests dos enfocaments no es barregen bé, però Horodecki d'alguna manera va aconseguir superar aquest problema tècnic.

L'escultor italià Emilio Sala va ser el responsable de la decoració escultòrica tant interna com externa, com sirenes, dofins i granotes al terrat de l'edifici, vaixells enfonsats i trofeus de caça a les parets exteriors, i exuberants decoracions interiors, com grans escales. i canelobres que representen peixos gats enormes estrangulats a les tiges de flors de lotus. Les escultures exteriors realitzades per Sala van ser de ciment. La producció del ciment va ser a càrrec de l'empresa «For» de la qual Horodecki era el codirector. El ciment es va utilitzar exclusivament com a material de construcció principal a petició del director en cap de l'empresa, Richter. En el moment de la construcció de l'edifici, el ciment no era popular com a material de construcció, de manera que el seu ús es va utilitzar com a publicitat tant per a la casa com per al material de construcció.

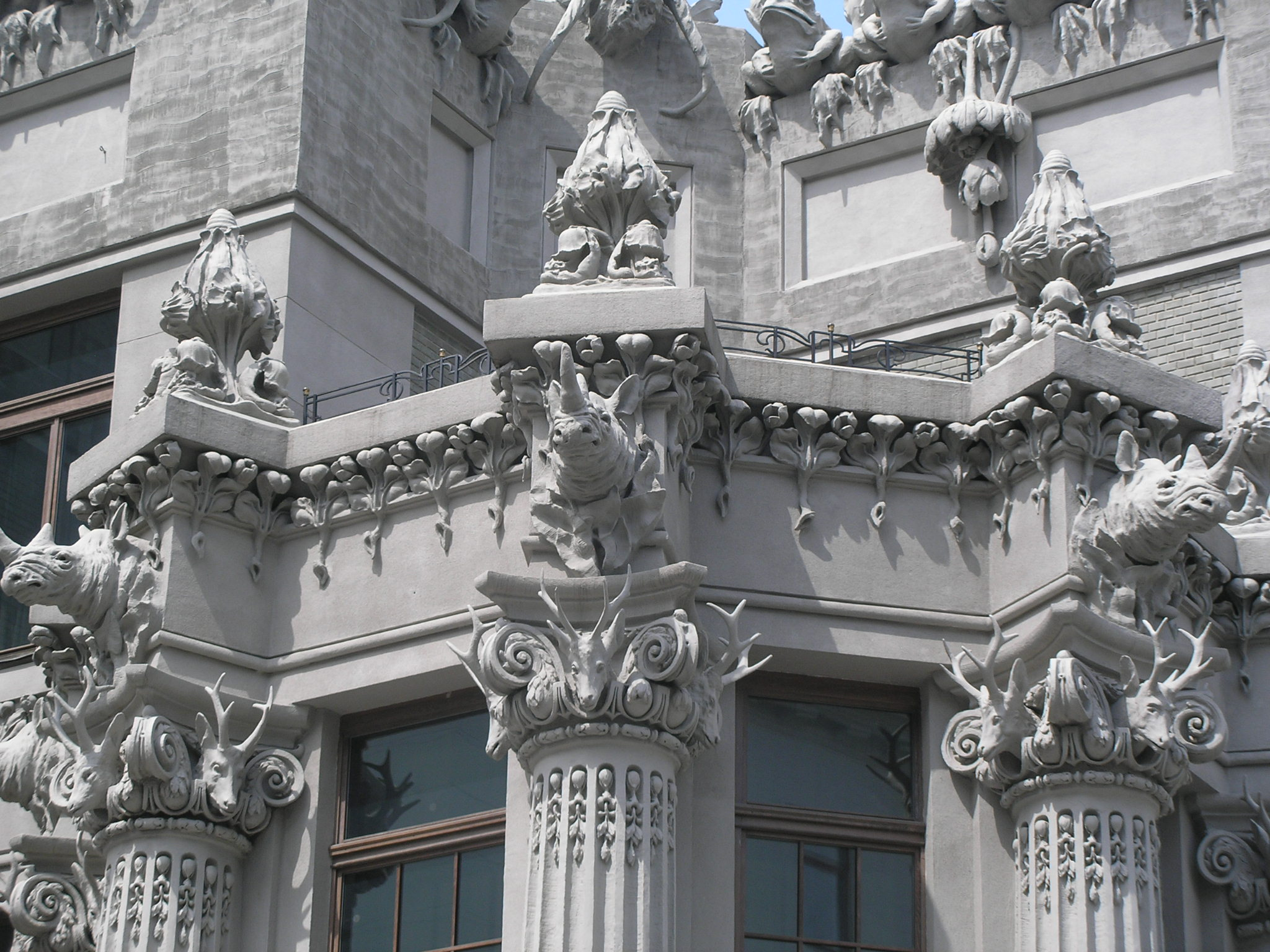
Elaborades decoracions de ciment, amb cérvols i rinoceronts
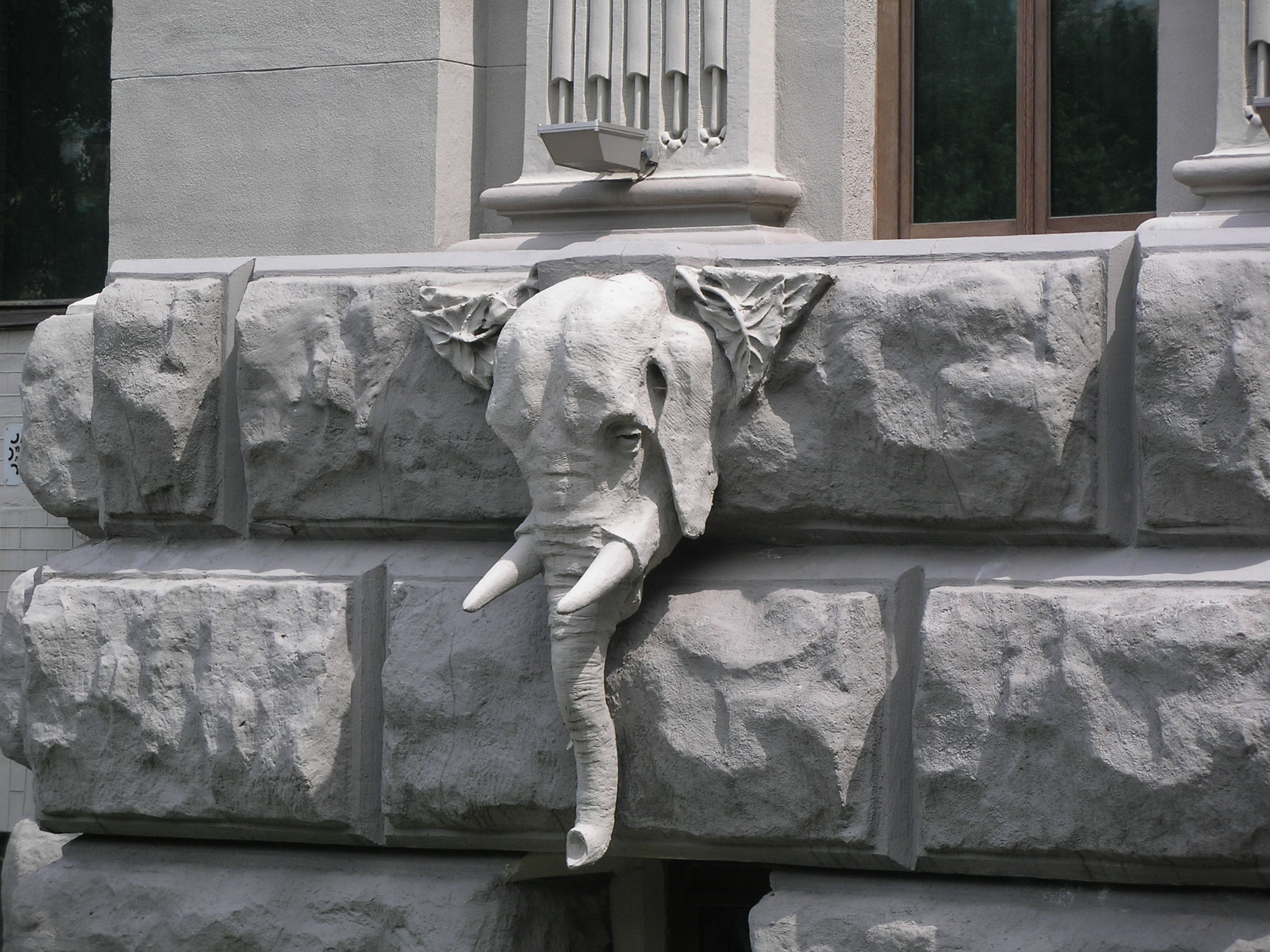
Presenta talles interessants, com aquesta gàrgola amb cap d'elefant
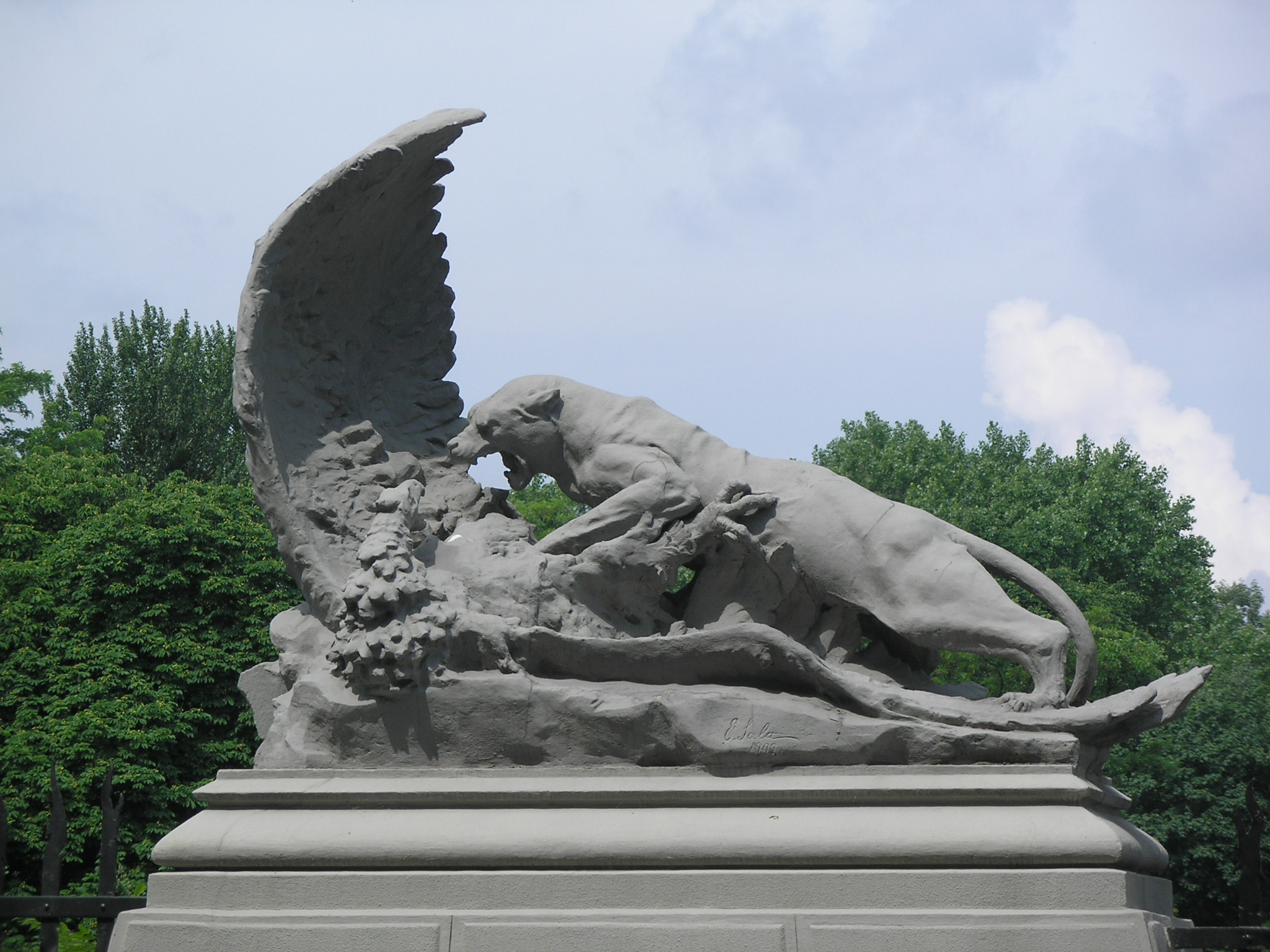
Una de les moltes figuretes vistes al voltant de l'edifici

### Plànol de planta

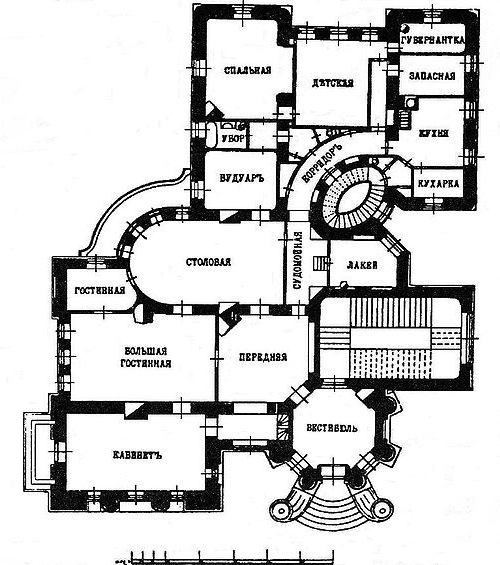
Els plànols originals d'Horodecki del seu propi apartament, situat al sisè pis; principis de 1900

La Casa amb Quimeres va ser dissenyada de manera que els llogaters ocuparien tota la planta, cada planta disposava de totes les estances necessàries per a la llar que van des de cuines privades fins a petits lavabos. La planta oberta i les habitacions addicionals que hi ha a tot l'edifici són característiques de les cases dels rics de principis del segle xx. En total, l'edifici té una superfície de 3,309.5 m².
Al nivell més baix de l'edifici, que es troba a les profunditats del turó, hi havia dos estables, dues habitacions per als cotxers, un safareig compartit i dos apartaments separats. Cadascun dels dos apartaments constava d'un vestíbul, una cuina, un bany i un traster. El primer d'aquests apartaments tenia dues habitacions residencials, i el segon tres habitacions.  Cada planta per sobre del nivell més baix estava dissenyada per allotjar només un únic apartament.
El pis de la segona planta constava de sis habitacions residencials a més d'un vestíbul, cuina, bufet, tres habitacions de servei, un bany, dos lavabos i dos trasters. També hi havia quatre cellers al mateix nivell.  Els cellers pertanyien als apartaments dels pisos superiors. A la tercera planta, l'apartament constava de vuit habitacions residencials, un vestíbul, una cuina, rentavaixelles, dues habitacions per a criats, un bany i dos lavabos.  Aquest apartament es trobava una mica més baix que el nivell del carrer Bankova, des de l'entrada principal.
L'apartament més gran, que va pertànyer a Horodecki, constava d'un estudi, una gran habitació i una sala d'estar, un menjador, un tocador, un dormitori, una habitació per a nens, una habitació per a una institutria, una habitació de convidats, tres habitacions per a criats., una cuina, rentavaixelles, bany, dos lavabos, i dos trasters. A la planta superior hi havia un apartament semblant en grandària i disseny a l'apartament d'Horodecki.  L'apartament de la planta superior tenia una habitació menys; per compensar-ho, hi havia una terrassa comunicada que oferia una vista panoràmica de la ciutat. 

## Llegendes

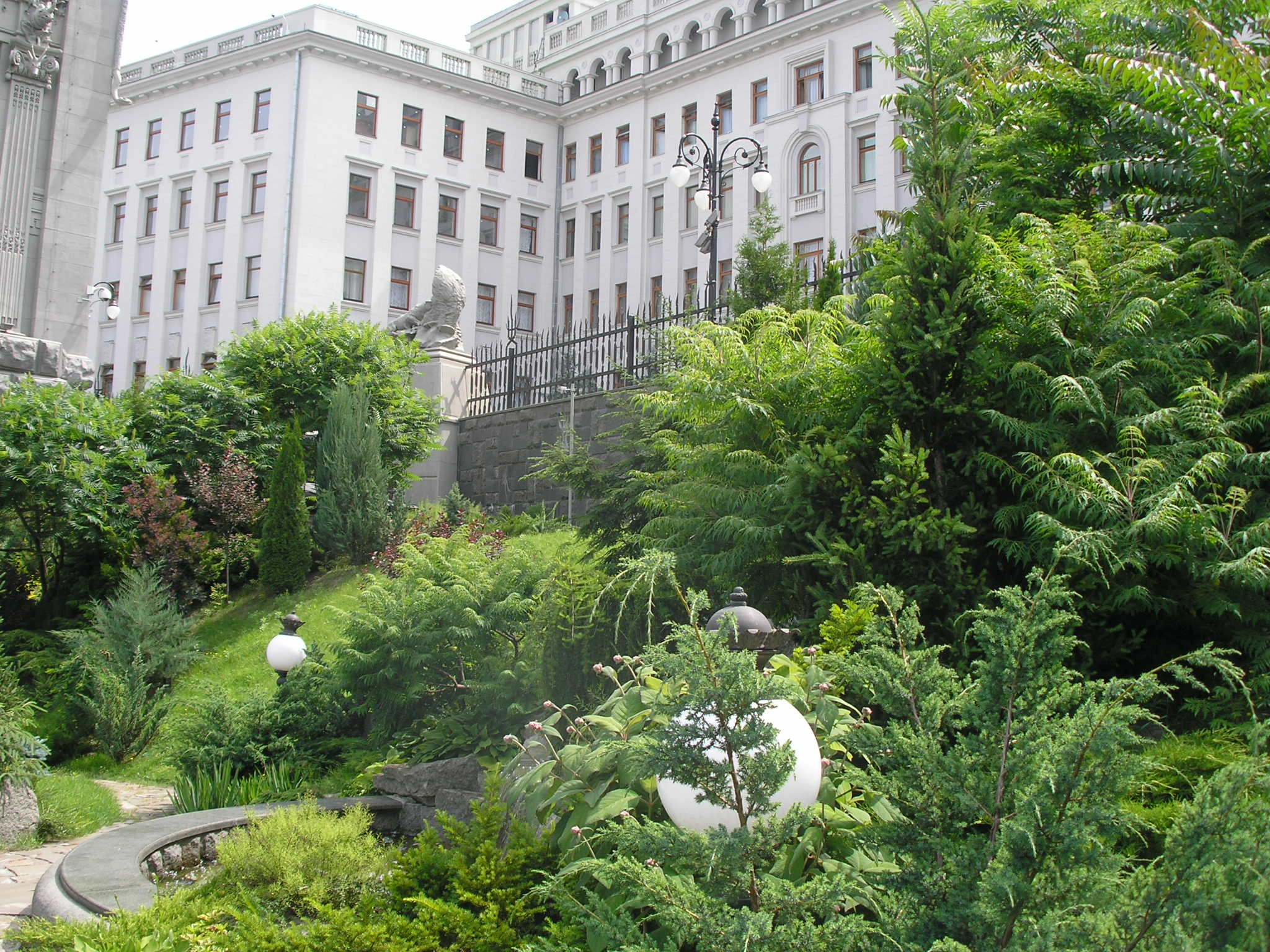
Jardins contigus a l'edifici amb l'edifici presidencial vist al fons

Al llarg dels anys, el caràcter inusual de la Casa de les Quimeres ha donat lloc a una sèrie d'històries que es repeteixen ocasionalment en guies o diaris, però que són falses o no tenen cap font verificable.
Segons la primera llegenda, la filla de Władysław Horodecki s'havia suïcidat saltant al riu Dnieper, ja sigui per alguna desafortunada relació amorosa o per una disputa familiar.  Com a resultat, Horodecki es va tornar una mica boig i va construir aquesta casa lúgubre en memòria de la seva filla.
Una segona llegenda diu que Horodecki va apostar amb alguns altres arquitectes, inclòs l'arquitecte Alexander Skobelev, que havia intentat demostrar que era impossible construir una casa en aquest terreny, perquè el lloc (a prop del teatre Ivan Franko) sobresurt d'un pantà. (Koz'ye boloto). El Comitè de Construcció de Kíev havia prohibit la construcció de qualsevol estructura en aquest solar en particular, però finalment la construcció de l'edifici va permetre a Horodecki guanyar l'aposta.
Segons la tercera llegenda, Horodecki l'havia maleït el 1913 (a causa de la seva incapacitat de pagar als seus creditors); tots els llogaters de la casa estarien descontents o patirien algun tipus de desgràcia econòmica. Hi ha una història que tots els negocis que van llogar una part de l'edifici van fer fallida, els van robar els fons o van ser dissolts.